# Велика мечеть Монастира
Велика мечеть Монастира (араб. الجامع الكبير بالمنستير) — мечеть у місті Монастир у Тунісі, побудована за часів правління династії Аглабідів у IX столітті.

## Історія та архітектура
З південно-західного боку примикає до рибату Монастира — грізної оборонної споруди з маяком, збудованої в 796.
За час свого існування мечеть неодноразово перебудовувалась. У XI столітті молитовний зал збільшено: у його південно-східній частині збудували три нефи. Чотирьохгранний мінарет, якого не було спочатку, прибудований до мечеті в період династії Хафсидів, тоді ж знову розширено залу для молитви — дві нові нави з'явилися в його північно-західній частині. Свого нинішнього вигляду молитовний зал досяг у XVIII столітті, коли збудовано галерею.
Нинішній міхраб мечеті, прикрашений у традиційному для династії Зіридів стилі, споруджений за часів їхнього правління та являє собою напівциліндричну нішу в стіні, покриту рифленим напівкуполом, з аркою у формі загостреної підкови, що лежить на колонах. В оформленні використані геометричні та рослинні мотиви, схожі з використаними у Великій мечеті Кайруана (або мечеті Укба), де подібні з'явилися вперше, або Великої мечеті Махдії. Подібний стиль згодом поширився і у фатимідському Каїрі.
Колони, які використовувалися при будівництві мечеті, вивезені з римського міста Руспіна, розташованого неподалік Монастира.